# Vaahteraliiga 1982
La Vaahteraliiga 1982 è stata la 3ª edizione del campionato finlandese di football americano di primo livello, organizzato dalla SAJL.

## Squadre partecipanti
| Club                 | Città      | Stadio | Sponsor ufficiale | Risultato nella stagione 1981 |
| -------------------- | ---------- | ------ | ----------------- | ----------------------------- |
| East City Giants     | Helsinki   |        |                   |                               |
| Espoo Poli           | Espoo      |        |                   |                               |
| Helsinki Rams        | Helsinki   |        |                   |                               |
| Helsinki Roosters    | Helsinki   |        |                   |                               |
| Hyvinkää Falcons     | Hyvinkää   |        |                   |                               |
| Jyväskylä Rangers    | Jyväskylä  |        |                   |                               |
| MAJS                 | Helsinki   |        |                   |                               |
| Pori Bears           | Pori       |        |                   |                               |
| Savonlinna Steamers  | Savonlinna |        |                   |                               |
| Tampere Rocks        | Tampere    |        |                   |                               |
| Turku Trojans        | Turku      |        |                   |                               |
| Vantaan TAFT         | Vantaa     |        |                   |                               |
| Viherlaakso Gorillas | Espoo      |        |                   |                               |

## Stagione regolare

### Prima fase

#### Calendario Girone 1
| 1982 | Pori Bears | 6 – 103 | MAJS |  |

| 1982 | Turku Trojans | 6 – 48 | Helsinki Roosters |  |

| 1982 | Helsinki Roosters | 33 – 8 | MAJS |  |

| 1982 | Turku Trojans | 80 – 0 | Pori Bears |  |

| 1982 | MAJS | 25 – 16 | Turku Trojans |  |

| 1982 | Pori Bears | 0 – 116 | Helsinki Roosters |  |

#### Calendario Girone 2
| 1982 | Helsinki Rams | 6 – 20 | Hyvinkää Falcons |  |

| 1982 | Savonlinna Steamers | 3 – 60 | East City Giants |  |

| 1982 | Hyvinkää Falcons | 18 – 6 | Vantaan TAFT |  |

| 1982 | Savonlinna Steamers | 16 – 6 | Hyvinkää Falcons |  |

| 1982 | Vantaan TAFT | 0 – 44 | East City Giants |  |

| 1982 | Hyvinkää Falcons | 0 – 78 | East City Giants |  |

| 1982 | Helsinki Rams | 46 – 8 | Savonlinna Steamers |  |

| 1982 | Vantaan TAFT | 0 – 62 | Helsinki Rams |  |

| 1982 | Helsinki Rams | 6 – 46 | East City Giants |  |

| 1982 | Savonlinna Steamers | 12 – 13 | Vantaan TAFT |  |

#### Calendario Girone 3
| 1982 | Viherlaakso Gorillas | 0 – 41 | Espoo Poli |  |

| 1982 | Tampere Rocks | 0 – 26 | Viherlaakso Gorillas |  |

| 1982 | Jyväskylä Rangers | 6 – 26 | Viherlaakso Gorillas |  |

| 1982 | Espoo Poli | 120 – 0 | Tampere Rocks |  |

| 1982 | Jyväskylä Rangers | 0 – 72 | Espoo Poli |  |

#### Classifiche
Le classifiche della prima fase della regular season sono le seguenti:
- PCT = percentuale di vittorie, G = partite giocate, V = partite vinte,  P = partite perse, PF = punti fatti, PS = punti subiti

##### Girone 1
| Pos. | Squadra           | PCT   | G | V | N | P | PF  | PS  |
| ---- | ----------------- | ----- | - | - | - | - | --- | --- |
| 1    | Helsinki Roosters | 1.000 | 3 | 3 | 0 | 0 | 197 | 14  |
| 2    | MAJS              | .667  | 3 | 2 | 0 | 1 | 136 | 55  |
| 3    | Turku Trojans     | .333  | 3 | 1 | 0 | 2 | 102 | 73  |
| 4    | Pori Bears        | .000  | 3 | 0 | 0 | 3 | 6   | 299 |

##### Girone 2
| Pos. | Squadra             | PCT   | G | V | N | P | PF  | PS  |
| ---- | ------------------- | ----- | - | - | - | - | --- | --- |
| 1    | East City Giants    | 1.000 | 4 | 4 | 0 | 0 | 228 | 9   |
| 2    | Hyvinkää Falcons    | .500  | 4 | 2 | 0 | 2 | 44  | 106 |
| 3    | Helsinki Rams       | .500  | 4 | 2 | 0 | 2 | 120 | 74  |
| 4    | Vantaan TAFT        | .250  | 4 | 1 | 0 | 3 | 19  | 136 |
| 5    | Savonlinna Steamers | .250  | 4 | 1 | 0 | 3 | 39  | 125 |

##### Girone 3
| Pos. | Squadra              | PCT   | G | V | N | P | PF  | PS  |
| ---- | -------------------- | ----- | - | - | - | - | --- | --- |
| 1    | Espoo Poli           | 1.000 | 3 | 3 | 0 | 0 | 233 | 0   |
| 2    | Viherlaakso Gorillas | .667  | 3 | 2 | 0 | 1 | 52  | 47  |
| 3    | Jyväskylä Rangers    | .000  | 2 | 0 | 0 | 2 | 6   | 98  |
| 4    | Tampere Rocks        | .000  | 2 | 0 | 0 | 2 | 0   | 146 |

### Seconda fase

#### Calendario parte alta

##### Turno 1
| 1982 | MAJS | 14 – 6 | East City Giants |  |

| 1982 | Espoo Poli | 35 – 0 | Helsinki Roosters |  |

| 1982 | Viherlaakso Gorillas | 14 – 0 | Hyvinkää Falcons |  |

##### Turno 2
| 1982 | MAJS | 11 – 8 | Espoo Poli |  |

| 1982 | Viherlaakso Gorillas | 0 – 78 | East City Giants |  |

| 1982 | Hyvinkää Falcons | 6 – 40 | Helsinki Roosters |  |

##### Turno 3
| 1982 | MAJS | 46 – 0 | Viherlaakso Gorillas |  |

| 1982 | Helsinki Roosters | 35 – 35 | East City Giants |  |

| 1982 | Espoo Poli | 36 – 0 | Hyvinkää Falcons |  |

##### Turno 4
| 1982 | Hyvinkää Falcons | 3 – 46 | MAJS |  |

| 1982 | Helsinki Roosters | 64 – 0 | Viherlaakso Gorillas |  |

| 1982 | East City Giants | 15 – 19 | Espoo Poli |  |

#### Calendario parte bassa
| 1982 | Tampere Rocks | 0 – 20 | Jyväskylä Rangers |  |

| 1982 | Tampere Rocks | 52 – 6 | Pori Bears |  |

| 1982 | Turku Trojans | 30 – 0 (a tavolino) | Savonlinna Steamers |  |

| 1982 | Jyväskylä Rangers | 6 – 39 | Helsinki Rams |  |

| 1982 | Turku Trojans | 26 – 0 | Tampere Rocks |  |

| 1982 | Vantaan TAFT | 33 – 8 | Jyväskylä Rangers |  |

| 1982 | Savonlinna Steamers | 0 – 30 | Pori Bears |  |

| 1982 | Pori Bears | 12 – 30 | Vantaan TAFT |  |

| 1982 | Savonlinna Steamers | 0 – 30 | Tampere Rocks |  |

| 1982 | Jyväskylä Rangers | 8 – 64 | Turku Trojans |  |

| 1982 | Pori Bears | 0 – 33 | Helsinki Rams |  |

| 1982 | Tampere Rocks | 18 – 8 | Vantaan TAFT |  |

| 1982 | Jyväskylä Rangers | 30 – 0 (a tavolino) | Savonlinna Steamers |  |

| 1982 | Pori Bears | 22 – 6 | Jyväskylä Rangers |  |

| 1982 | Helsinki Rams | 8 – 8 | Tampere Rocks |  |

| 1982 | Vantaan TAFT | 8 – 22 | Turku Trojans |  |

| 1982 | Turku Trojans | 23 – 11 | Helsinki Rams |  |

#### Classifiche
Le classifiche della seconda fase della regular season sono le seguenti:
- PCT = percentuale di vittorie, G = partite giocate, V = partite vinte,  P = partite perse, PF = punti fatti, PS = punti subiti

##### Parte alta
| Pos. | Squadra              | PCT  | G | V | N | P | PF  | PS  |
| ---- | -------------------- | ---- | - | - | - | - | --- | --- |
| 1    | MAJS                 | .800 | 5 | 4 | 0 | 1 | 125 | 50  |
| 2    | Espoo Poli           | .800 | 5 | 4 | 0 | 1 | 139 | 26  |
| 3    | Helsinki Roosters    | .700 | 5 | 3 | 1 | 1 | 172 | 84  |
| 4    | East City Giants     | .500 | 5 | 2 | 1 | 2 | 212 | 68  |
| 5    | Viherlaakso Gorillas | .200 | 5 | 1 | 0 | 4 | 14  | 229 |
| 6    | Hyvinkää Falcons     | .000 | 5 | 0 | 0 | 5 | 9   | 214 |

##### Parte bassa
| Pos. | Squadra             | PCT   | G | V | N | P | PF  | PS  |
| ---- | ------------------- | ----- | - | - | - | - | --- | --- |
| 1    | Turku Trojans       | 1.000 | 6 | 6 | 0 | 0 | 245 | 27  |
| 2    | Helsinki Rams       | .750  | 6 | 4 | 1 | 1 | 199 | 46  |
| 3    | Tampere Rocks       | .583  | 6 | 3 | 1 | 2 | 108 | 68  |
| 4    | Vantaan TAFT        | .500  | 6 | 3 | 0 | 3 | 92  | 124 |
| 5    | Jyväskylä Rangers   | .333  | 6 | 2 | 0 | 4 | 78  | 158 |
| 6    | Pori Bears          | .333  | 6 | 2 | 0 | 4 | 70  | 201 |
| 7    | Savonlinna Steamers | .000  | 6 | 0 | 0 | 6 | 20  | 179 |

## Playoff

### Tabellone
|  | Semifinali | Semifinali        | Semifinali |                   |    | III Vaahterahmalja | III Vaahterahmalja | III Vaahterahmalja |  |
|  |            |                   |            |                   |    |                    |                    |                    |  |
|  | 1          | MAJS              | 11         |                   |    |                    |                    |                    |  |
|  | 1          | MAJS              | 11         |                   |    |                    |                    |                    |  |
|  | 4          | East City Giants  | 8          |                   |    |                    |                    |                    |  |
|  | 4          | East City Giants  | 8          |                   | 1  | MAJS               | 3                  |                    |  |
|  |            |                   |            |                   | 1  | MAJS               | 3                  |                    |  |
|  |            |                   | 2          | Helsinki Roosters | 22 |                    |                    |                    |  |
|  | 2          | Espoo Poli        | 2          | Helsinki Roosters | 22 | 16                 |                    |                    |  |
|  | 2          | Espoo Poli        |            |                   |    | 16                 |                    |                    |  |
|  | 3          | Helsinki Roosters | 22         |                   |    | Finale 3º posto    | Finale 3º posto    | Finale 3º posto    |  |
|  | 3          | Helsinki Roosters | 22         |                   |    |                    |                    |                    |  |
|  |            |                   |            |                   |    |                    |                    |                    |  |
|  |            |                   |            |                   |    | 4                  | East City Giants   | 0                  |  |
|  |            |                   |            |                   |    | 4                  | East City Giants   | 0                  |  |
|  |            |                   |            |                   |    | 3                  | Espoo Poli         | 26                 |  |

### Semifinali
| 1982 | MAJS | 11 – 8 | East City Giants |  |

| 1982 | Espoo Poli | 16 – 22 | Helsinki Roosters |  |

### Finale 3º - 4º posto
| 1982 | Espoo Poli | 26 – 0 | East City Giants |  |

### III Vaahteramalja
| Helsinki 1982 | MAJS | 3 – 22 | Helsinki Roosters | Velodromo di Helsinki |

## Verdetti
- Helsinki Roosters Campioni della Finlandia 1982